# Ferrovia di Guimarães
La ferrovia di Guimarães (in portoghese Linha de Guimarães), originariamente denominata Caminho de Ferro de Guimarães, è una linea ferroviaria del Portogallo a traffico essenzialmente urbano e suburbano. Nella sua massima estensione collegava la stazione di Porto Trindade con Fafe.
È stata, in seguito, limitata al percorso tra Lousado e Guimarães.
Il primo tratto Trofa e Vizela, entrò in servizio il 31 dicembre 1883, raggiunse Guimarães il 14 aprile 1884 e Fafe il 21 luglio 1907; il tratto fino a Trindade, comune alla ferrovia della Póvoa, fu completato il 30 ottobre 1938.

## Caratteristiche
|  | Unknown route-map component "exSTR+l" | Unknown route-map component "exCONTfq" |

|  | Unknown route-map component "exBHF" |

|  | Unknown route-map component "exLSTR" + Unknown route-map component "exSTRl" | Unknown route-map component "exCONTfq" |

|  | Unknown route-map component "exLSTR" |

|  | Unknown route-map component "exBHF" |

|  | Unknown route-map component "exLSTR" + Unknown route-map component "exLSTRl" | Unknown route-map component "exLCONTfq" |

|  | Unknown route-map component "exLSTR" |

|  | Unknown route-map component "exBHF" |

|  | Unknown route-map component "exHST" |

|  | Unknown route-map component "exHST" |

|  | Unknown route-map component "exBHF" |

|  | Unknown route-map component "exHST" |

|  | Unknown route-map component "exHST" |

|  | Unknown route-map component "KBHFxa" |

|  | Unknown route-map component "eBHF" |

|  | Stop on track |

|  | Stop on track |

|  | Station on track |

|  | Unknown route-map component "eABZgl" | Unknown route-map component "exCONTfq" |

|  | Stop on track |

|  | Stop on track |

|  | Station on track |

|  | Unknown route-map component "eHST" |

|  | Stop on track |

|  | Station on track |

|  | Unknown route-map component "hKRZWae" |

|  | Station on track |

|  | Station on track |

| Unknown route-map component "CONTgq" | Unknown route-map component "vSTR+r-SHI1+r" |  |

|  | Unknown route-map component "vBHF" |

| Unknown route-map component "exCONTgq" | Unknown route-map component "v-SHI2g+r" + Unknown route-map component "exvSTR+r-" |  |

| Scenic interest | Unknown route-map component "eSPLe" + Unknown route-map component "exlv-BHF" + Unknown route-map component "exlvBHF-" + Unknown route-map component "exlBHF" |  |

|  | Unknown route-map component "hKRZWae" + Unknown route-map component "extSTR" |

|  | Unknown route-map component "xABZgl" | Unknown route-map component "CONTfq" |

|  | Unknown route-map component "exBHFSPLa" |

|  | Unknown route-map component "exvSHI1l-STRl" | Unknown route-map component "exCONTfq" |

|  | Unknown route-map component "exHST" |

|  | Unknown route-map component "exHST" |

|  | Unknown route-map component "exBHF" |

|  | Unknown route-map component "exBHF" |

|  | Unknown route-map component "exHST" |

|  | Unknown route-map component "exBHF" |

|  | Unknown route-map component "exHST" |

|  | Unknown route-map component "exHST" |

| Unknown route-map component "exCONTgq" | Unknown route-map component "exvSTR+r-SHI1+r" |  |

|  | Unknown route-map component "exvSTR" | Unknown route-map component "exCONTg" |

| Unknown route-map component "exSTR+l" | Unknown route-map component "exvBHF" + Unknown route-map component "exvSTR-ABZgl+l" + Unknown route-map component "exSTRq" | Unknown route-map component "exSTRr" |

| Unknown route-map component "exCONTf" | Unknown route-map component "exvSTR" |  |

|  | Unknown route-map component "exvHST" |

|  | Unknown route-map component "exvHST" |

|  | Unknown route-map component "exvHST" |

| Unknown route-map component "exSPLa+l" | Unknown route-map component "exvABZgr-ABZgr" |  |

| Unknown route-map component "exv-KBHFe" + Unknown route-map component "exvKBHFe-" + Unknown route-map component "exlvDST-" | Unknown route-map component "exvSTR" |  |

|  | Unknown route-map component "exvHST" |

|  | Unknown route-map component "exvTUNNEL1" |

|  | Unknown route-map component "exvKBHFe" |

### Percorso
L'attuale (2017) "Linha de Guimarães" definisce solo il tratto intermedio Lousado - Guimarães in quanto il traffico tra Porto Sao Bento e Lusado viene instradato sulla ferrovia del Minho. È una linea a binario unico a scartamento iberico elettrificata la cui velocità massima si attesta intorno a 100 km/h.
In origine la Linha de Guimarães era stata costruita a scartamento metrico tra Porto Trindade con tratto comune alla ferrovia della Póvoa fino a Senhora da Hora.

### Traffico
Sulla linea si svolgono due tipologie di trasporto passeggeri; un servizio suburbano effettuato da CP Urbanos do Porto tra Guimarães e Porto con percorrenza di 1 h 15 min e un traffico a lunga distanza di Intercity svolto da CP Longo Curso che collega direttamente Guimarães e Lisbona in circa 4 h 15 min.

### Rotabili
La Companhia do Caminho de Ferro de Guimarães, primo operatore sulla ferrovia, utilizzava materiale rotabile con un gancio di trazione molto particolare (aggancio norvegese); il sistema di accoppiamento rimase in uso anche dopo il passaggio alla Companhia do Caminho de Ferro do Porto à Póvoa e Famalicão e alla Companhia dos Caminhos de Ferro do Norte de Portugal.
Negli anni settanta la rete a scartamento ridotto di Porto era rimasta l'unica con trazione a vapore in Portogallo e solo nel 1955 aveva immesso automotrici Diesel serie 9300. A metà del 1976 scomparve quasi del tutto la trazione a vapore limitata a qualche servizio merci tra Guimarães e Porto svolto dalle 4 locomotive a vapore del depósito di Lousado..

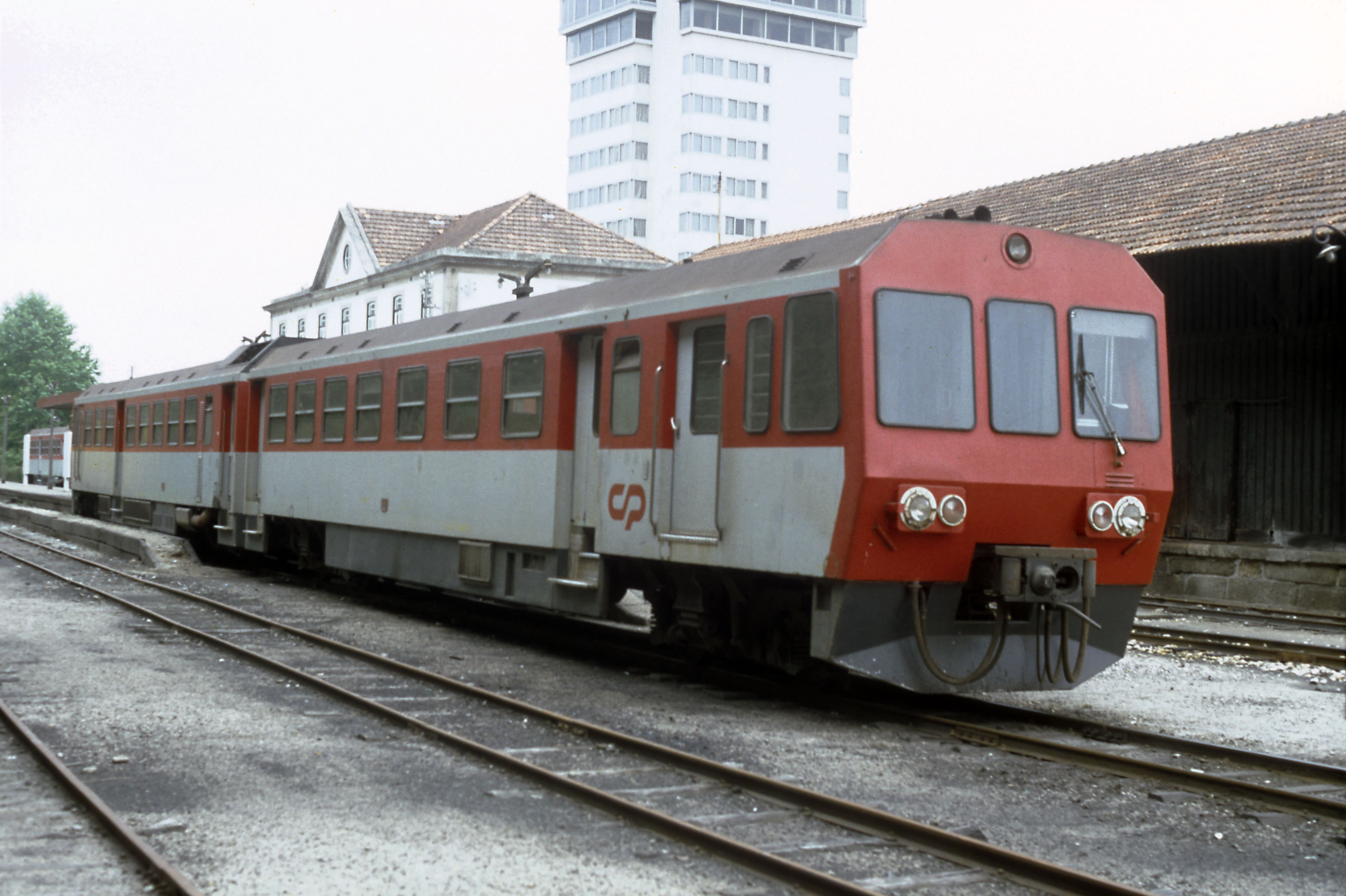
Automotrici a scartamento metrico nella stazione di Guimarães nel 1996

 Nel 1976 vennero anche immesse automotrici doppie del gruppo CP 9600 di costruzione Alsthom.
Nel 1982 sulla linea circolavano composizioni di locomotive serie 9020 e carrozze. Nei primi anni novanta le automotrici 9300 vennero sostituite da convogli trainati da locomotive termiche serie 9000.

## Storia

### Prodromi

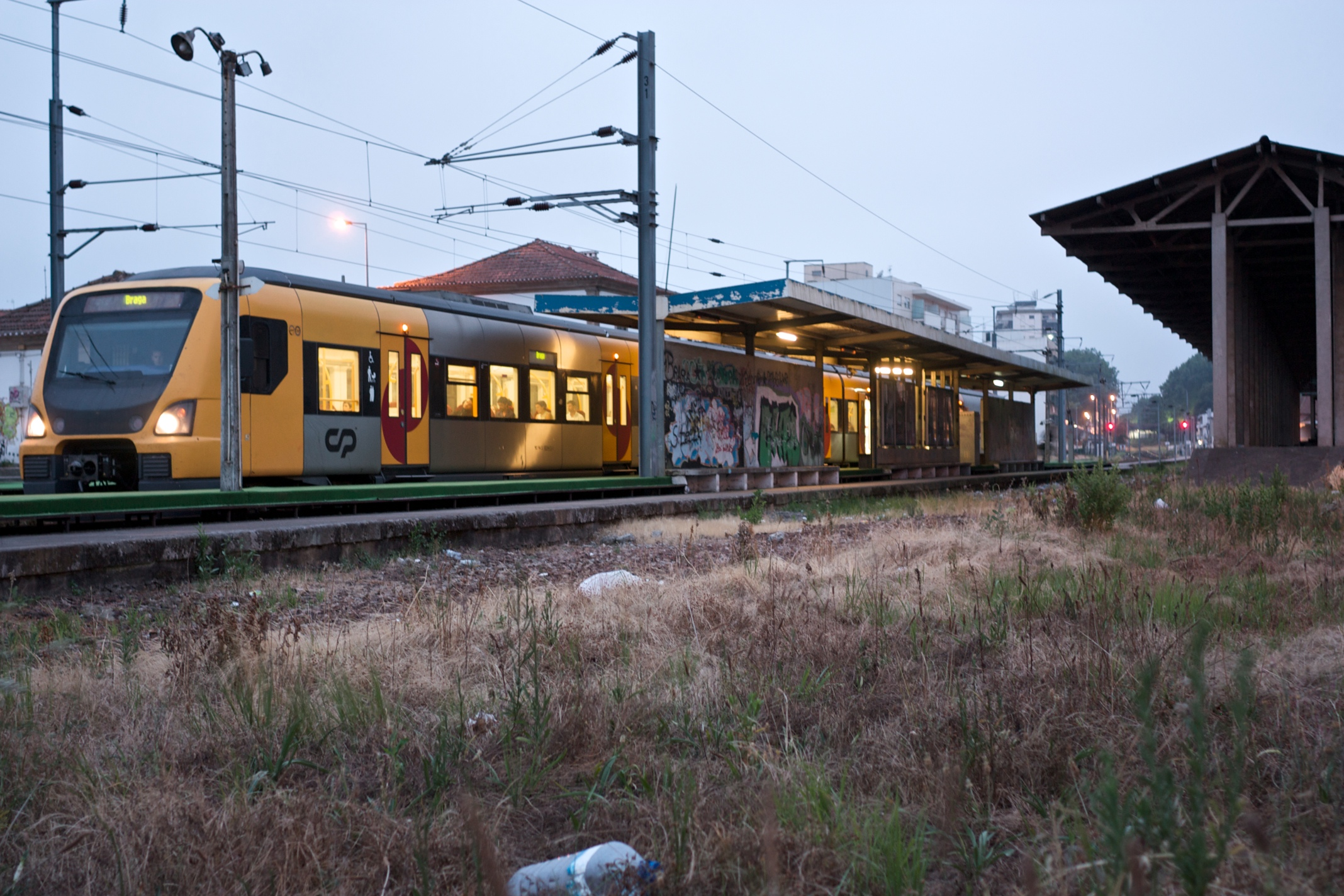
Stazione (antica) di Trofa nel 2010

In Portogallo, le ferrovie del centro e del Sud, furono di massima realizzate con concessioni ai privati mentre a Nord del fiume Duero predominò l'intervento statale; lo Stato in seguito alla costruzione delle ferrovie del Minho e del Duero programmò anche la costruzione di linee secondarie confluenti. Scopo primario della Linha de Guimarães era l'accesso alle vallate industrializzate e produttive dei fiumi Ave e Vizela; ma fu penalizzata dal tortuoso iter seguito nel rilascio delle concessioni. 
L'11 luglio 1871 l'imprenditore Simão Gattai chiese di poter costruire una ferrovia a cavalli a scartamento metrico e in sede promiscua sulla strada tra Porto e Braga, passando per Santo Tirso e Guimarães. Il 28 dicembre 1872 la concessione fu variata per una linea passante per Vizela e Fafe che giungesse fino alla Linha do Minho e una, in sede propria, tra Trofa e Bougado.
Nel 1873 un'altra società privata richiese una concessione per costruire la cosiddetta ferrovia della Póvoa; prolungata poi fino a Famalicão nel 1881. La Compagnia della Póvoa ottenne poi l'approvazione del progetto di prosecuzione su Chaves passando per Guimarães, Fafe e Pedras Salgadas. 
| Tratta                    | Lunghezza Km | Data       |
| ------------------------- | ------------ | ---------- |
| Trofa – Vizela            | 25,300       | 31.12.1883 |
| Vizela – Guimarães        | 8,130        | 14.04.1884 |
| Guimarães – Fafe          | 21,45        | 21.07.1907 |
| Senhora da Hora – Trofa   | 22,230       | 14.03.1932 |
| Boavista – Porto Trindade | 2,350        | 31.10.1938 |

Il 17 ottobre 1874 la concessione rilasciata al Gattai fu trasferita ad una società britannica, ma il 18 febbraio 1875 fu sospesa e il tracciato ridotto alla sola Bougado-Guimarães da realizzare però a scartamento largo. La costruzione si rivelò problematica e vennero realizzati solo 6 km tra Bougado e Santo Tirso; nel 1879 la società andò in fallimento. Decaduta la concessione, il 16 aprile venne autorizzato il progetto di António de Moura Soares Velloso e del visconte dell'Ermida, rappresentanti di un'impresa, per costruire a scartamento largo la Guimarães-Bougado, ma senza aiuto statale. Il 5 agosto 1880 un'altra variazione: veniva accolta la richiesta di realizzarla a scartamento metrico. Il primo tratto di 16 km, tra Trofa e Vizela, entrò in funzione il 31 dicembre 1883. La tratta da Trofa e la traversata del fiume Ave mediante un viadotto furono realizzati affiancati alla ferrovia del Minho; la linea giunse a Guimarães il 14 aprile 1884.

### Prolungamento su Fafe
Il proseguimento della linea di Guimarães fino a Fafe fu il risultato di una serie di decreti a partire dal 1891. Il 12 luglio 1897 la Companhia si offrì di realizzarlo senza costi aggiuntivi per lo Stato; l'approvazione del giugno 1898 fu però revocata nel mese di luglio. Intanto una legge del 14 luglio 1899 riorganizzava l'amministrazione delle Caminhos de Ferro do Estado creando un Fondo speciale per la costruzione e il finanziamento delle ferrovie. Il 2 maggio 1900, la Compagnia chiedeva di inserire il prolungamento a Fafe nel Plano da Rede Complementar ao Norte do Mondego (del 15 febbraio 1899) ottenendone approvazione il 23 giugno.
Il 22 novembre 1901, il re Carlo I del Portogallo autorizzò la Companhia do Caminho de Ferro de Guimarães a costruire ed esercire la tratta Guimarães-Fafe a scartamento metrico come il resto delle linee; non potendo contare su finanziamenti statali la società ricorse all'emissione di titoli per finanziarsi con l'intento di aprire al servizio il 21 luglio 1907.

### Nasce la Companhia do Norte

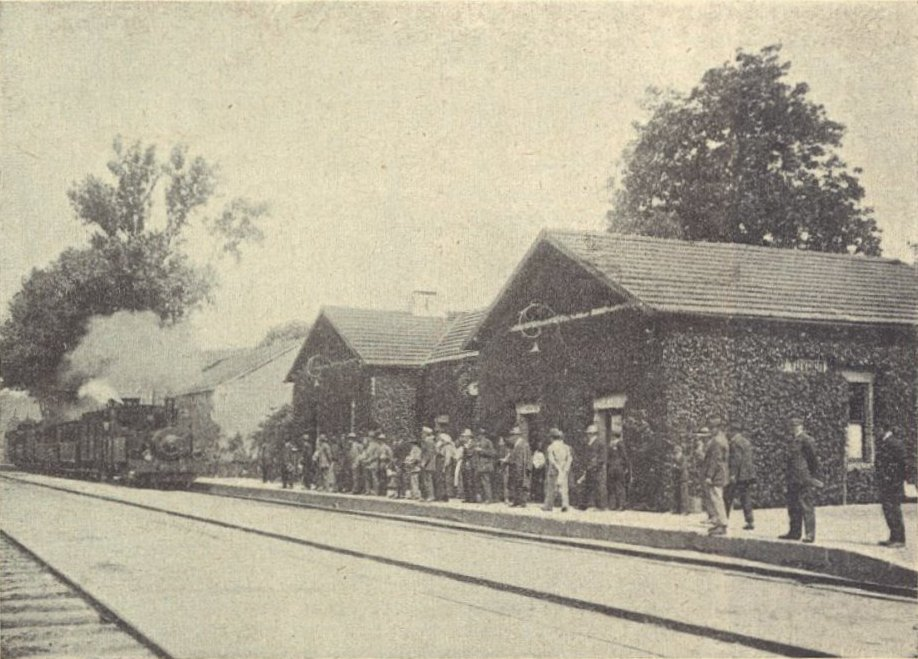
Antica stazione antica di Santo Tirso

Nei primi anni del XX secolo sia la Companhia do Porto à Póvoa e Famalicão che la Companhia de Guimarães chiesero nuove concessioni; la Companhia da Póvoa, nel 1901, chiese autorizzazioni per alcune linee tra cui una tra Famalicão e Guimarães, in sede stradale promiscua e una tra Lousado e Mindelo. Il ministero, pur riconoscendo la fattibilità di alcune, esaminando la condizione economica delle due società ritenne non rilasciabili concessioni a lunga durata. Tra 1908 e 1909 ambedue le società cercarono di fondersi; la tratta Mindelo-Lousado se realizzata avrebbe assicurato il collegamento tra le reti. La fusione fu autorizzata il 22 giugno 1909 e con essa la costruzione della Mindelo-Lousado e l'adattamento della Linha da Póvoa allo scartamento metrico con tratto comune tra Lousado e Trofa. La legge del 20 giugno 1912 stabilì il termine di 80 anni per la concessione.
Nelle more del reperimento di capitali scoppiò la prima guerra mondiale il cui impatto economico rese difficile il processo di fusione e di realizzazione. Una legge del 17 settembre 1915 per la costruzione in economia utilizzando la sede stradale non riuscì nell'intento. Il 20 febbraio 1920 la Junta Consultiva de Caminhos de Ferro si espresse favorevolmente all'ampliamento della Linha da Póvoa e alla costruzioni delle linee nell'Alto Minho includendovi anche il Caminho de Ferro de Penafiel à Lixa e Entre-os-Rios; ritenne inoltre che la rete dovesse essere gestita da una sola impresa realizzando un collegamento tra Lixa e Vizela.
Il 5 luglio 1926, la società della Póvoa chiese di poter costruire un collegamento tra la "Linha da Póvoa" e Trofa sulla "Linha de Guimarães" partendo da un punto tra Senhora da Hora e Pedras Rubras e una variante tra Lousado e Trofa per utilizzare la piattaforma in comune con la ferrovia del Minho. Il decreto 12568 del 26 ottobre autorizzò la Trofa-Linha da Póvoa a condizione di fondere le due imprese, realizzare il tratto Lousado-Trofa in sede propria e convertire a scartamento metrico l'intera linea della Póvoa (che era a scartamento 900 mm).
Il 14 gennaio 1927 il progetto si concretizzò dando luogo alla nascita della Companhia dos Caminhos de Ferro do Norte de Portugal.

### Tratta Trofa-Senhora da Hora

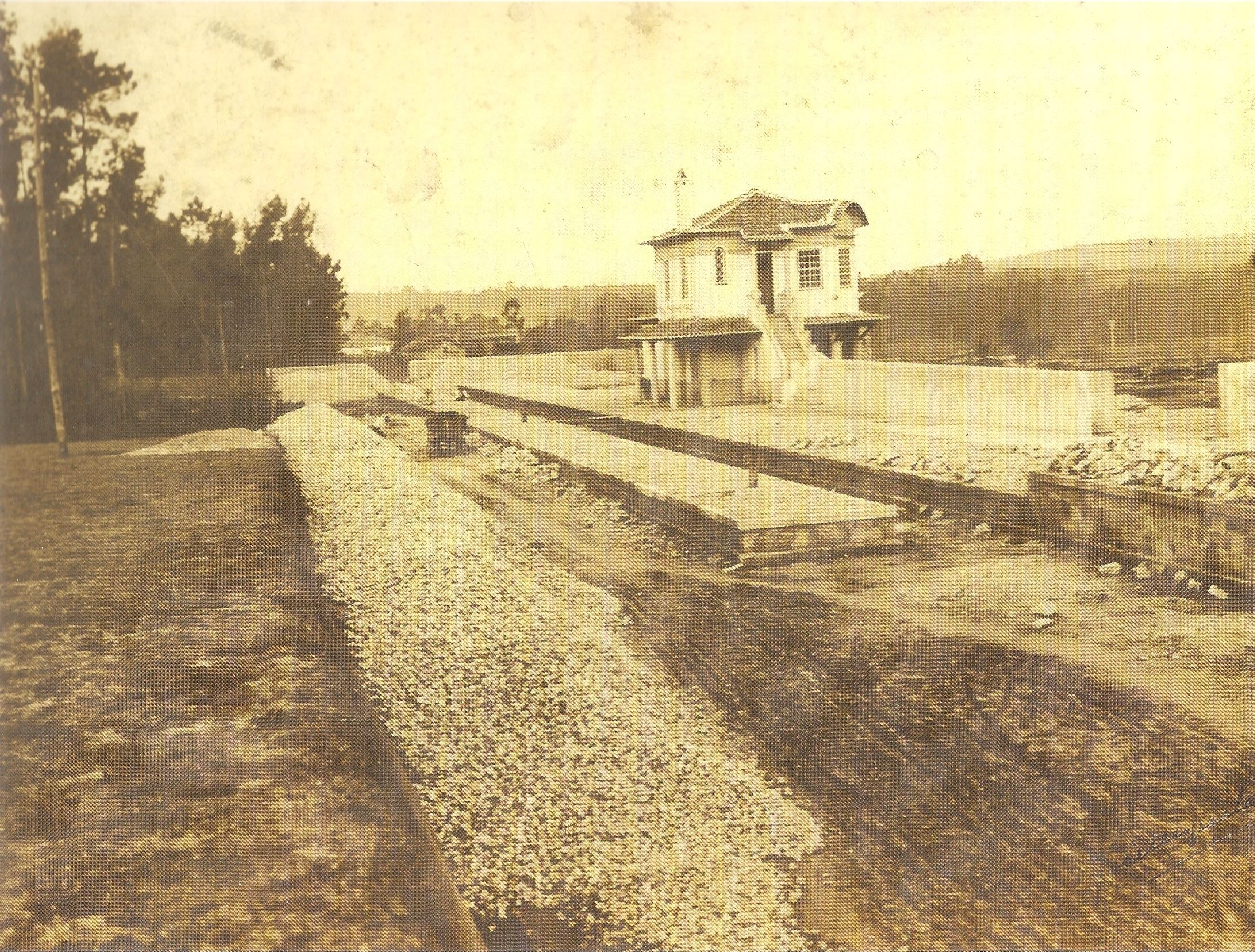
Stazione di Castelo da Maia in costruzione

La tratta Senhora da Hora-Trofa fu realizzata dall'imprenditore francese André Borie (costruttore della linea internazionale di Tenda); il 15 febbraio 1932 era stata completata. La cerimonia ufficiale di inaugurazione della linea e del tunnel della Trindade avvenne il 14 marzo 1932 alla presenza del presidente della Repubblica Óscar Carmona e di varie autorità. 
Nell'occasione venne immesso nuovo materiale rotabile tra cui locomotive a vapore Henschel & Sohn e carrozze costruite dalle Officine ferroviarie meridionali di Napoli. Il giorno seguente la Senhora da Hora-Trofa iniziò il servizio pubblico. 
La tratta era molto importante in quanto unico accesso a scartamento ridotto alle linee di Guimarães e di Porto.

### Raddoppio della linea della Póvoa e apertura fino a Trindade

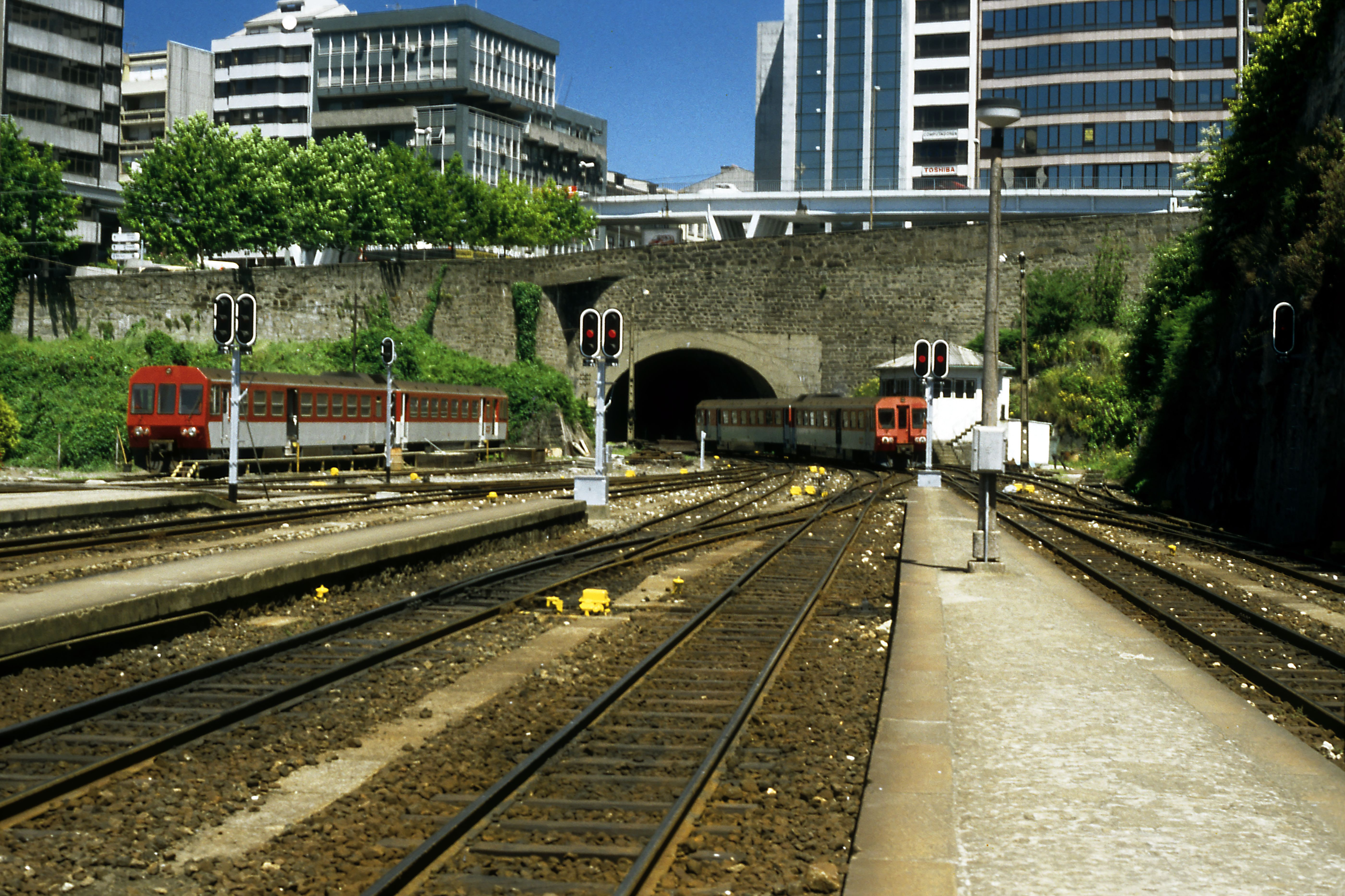
Stazione di Porto Trindade nel 1996

L'apertura della tratta fino a Trofa incrementò il traffico fino al punto di connessione a Senhora da Hora e Porto; ciò richiese il raddoppio del binario che fu terminato il 1º gennaio 1933.
Il punto debole della Linha da Póvoa era il fatto di avere la sua stazione principale di Porto nella zona di Boavista lontana dal centro. Considerato che una stazione più centrale avrebbe aumentato il traffico si studiò la possibilità di realizzare una stazione più centrale. Già nel 1923 la Companhia do Caminho de Ferro do Porto à Póvoa e Famalicão aveva ottenuto una autorizzazione a costruirla a Porto Trindade ma i lavori ebbero inizio il 28 ottobre 1930 concludendosi il 30 ottobre 1938. Dal 1938 fu possibile percorrere l'intera linea da Porto a Fafe.

### Decadenza e fine dello scartamento ridotto

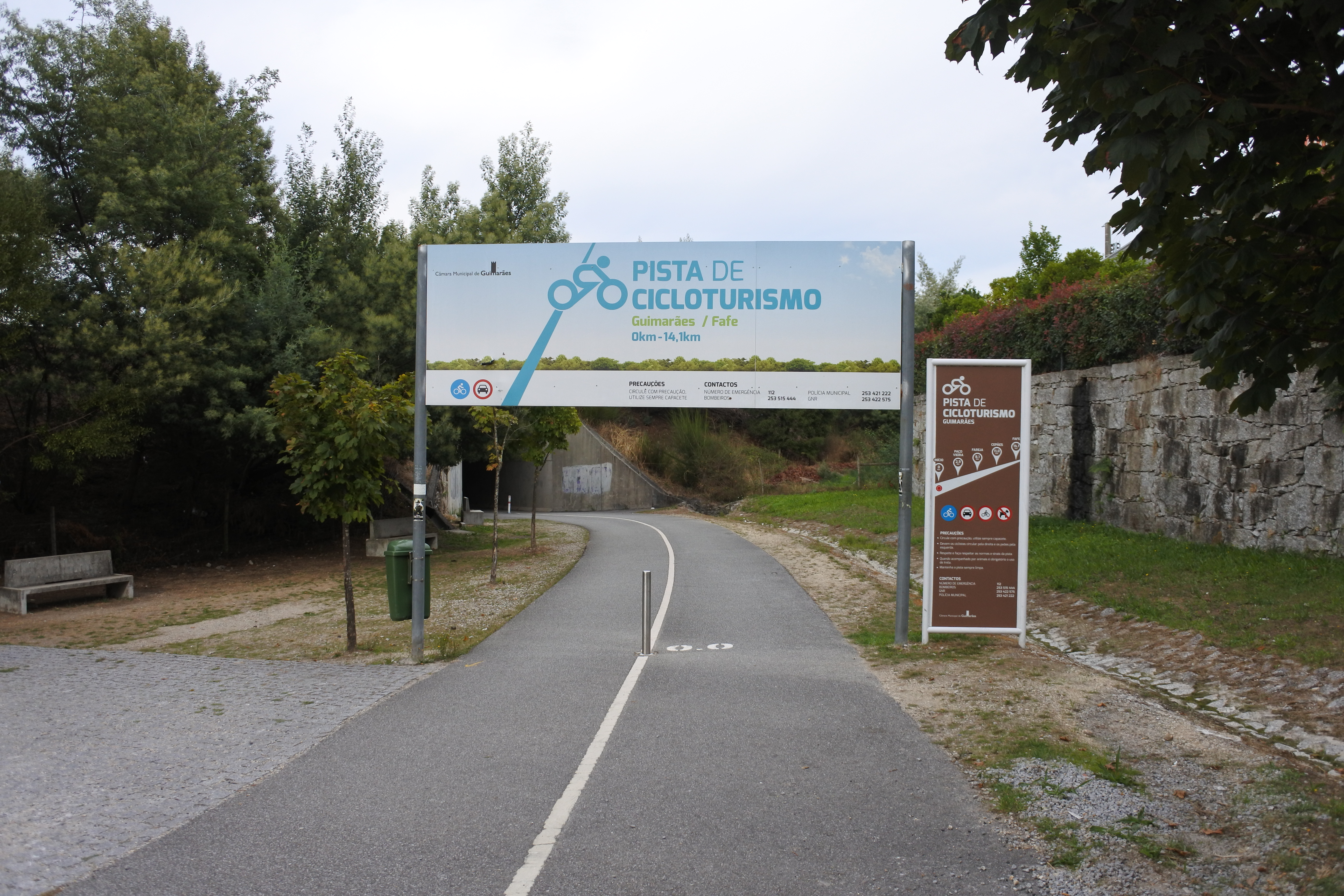
La Guimarães-Fafe trasformata in pista ciclabile

Nel 1968 si cominciò, per diminuire i costi di gestione, a disabilitare alcune stazioni nelle ore di minore traffico.
Nel 1986 la tratta Guimarães-Fafe fu chiusa al traffico ferroviario e disarmata. Nel 1990 la piattaforma venne riadattata divenendo la pista ciclabile PT03 Guimarães – Fafe	di circa 14 km.	
La tratta Porto Trindade-Trofa fu chiusa nel 2001 e parzialmente ricostruita come linea C della Metro do Porto.
Il servizio a scartamento ridotto sulla linea di Guimarães fu sospeso nel 2002 per consentire i lavori di ricostruzione a scartamento iberico.

### Riconversione
In seguito alla scelta di Guimarães come una delle sedi dei campionati di calcio UEFA Euro 2004, furono previsti consistenti investimenti per adeguare la linea agli standard richiesti per un trasporto di massa. La linea fu dunque interamente riadattata allo standard 1668 mm ed elettrificata a 25kV 50 Hz.
Successivamente al 2004, la stazione ferroviaria di Porto Trindade venne chiusa e ricostruita interamente quale fermata della Metro do Porto. La tratta Porto Trindade-Lousado venne chiusa; i treni da e per Guimarães tra Lousado e Porto vennero instradati via ferrovia del Minho.